# 四眼天鸡
《四眼天鸡》是一部於2005年上映的美國電腦動畫冒险喜剧片，由华特迪士尼动画工作室所製作，同時也是迪士尼的第46部经典动画长片，改編自華特·迪士尼與 克萊德·傑羅尼米於1943年製作出的同名短篇動畫《小雞》，该片为华特迪士尼长片动画于2006年解散重组为华特迪士尼动画工作室前的最后一部电影。該部電影是迪士尼第一部完全以電腦動畫製作的動畫片，而《恐龍》則是是真人動畫和電腦動畫的結合。
《四眼天鸡》由馬克·汀戴爾擔任導演，蘭迪·福爾墨擔任製作，其配音陣容包括扎克·布拉夫、瓊安·庫薩克、丹·莫利納、史提夫·扎恩、蓋瑞·馬歇爾、艾米·塞達里斯、馬克·瓦爾頓和唐·諾茨，故事講述性格膽小的主角雞丁因為引發天要塌了的恐慌而被他所在的小鎮居民笑柄一年後，他試圖修復自己的名聲，隨後發現外星人的入侵。這部電影獻給迪士尼藝術家和作家喬·格蘭特 ，他在電影上映前去世。該部作品也是唐·諾茨去世前參與的最後一部動畫電影。電影在加利福尼亞州伯班克的華特迪斯尼動畫公司製作，並由由華特迪斯尼影業公司於2005年11月4日上映。
《四眼天鸡》獲得評論家褒貶不一的評價，評論家主要稱讚動畫技術的進步，但批評故事欠缺深度刻畫，全球票房收入為 3.14 億美元，成為2005年票房第二高的動畫電影（僅次於《馬達加斯加》）。

## 故事
開始之前，雞丁的父親（或是成了成「雞」後的雞丁）提出了三種開場方式（均是迪士尼經典的開場），第一種是「很久很久以前」（once upon a time）、第二種是直接利用《獅子王》、第三種是用一本書開始，但他均認為從前的電影已經使用過，最後決定開門見山。
在一處名為奧基奧克斯的小鎮，雞丁（chicken little）敲響了學校的鐘聲，並警告每個人快點逃跑，這使整個城鎮陷入瘋狂。最終，消防部門負責人要大家冷靜下來，問他發生了什麼事。雞丁說，一塊形狀像停車標誌的六角形牌子從天空落下砸在他的頭上，但他事後卻找不到它。他的父親卡拉雞老爸認為，這片“天空”只是一顆從樹上掉下來的橡樹果，使得雞丁成了這個城鎮的笑柄。卡拉雞自從妻子過世後便獨自撫養雞丁，他為雞丁讓人感到不放心的個性舉動煩惱不已。
一年後，小雞仍然受到排斥。為了提供幫助，他的朋友鴨比（Abby Mallard）鼓勵雞丁與他的父親談話，因為他只想讓他的父親以他為榮。因此，他加入了他的學校棒球隊，試圖恢復他的名聲和父親的自尊心，在城鎮的棒球決賽中，雞丁因前幾名擊球手受傷終於能上場了。可是頭幾局，作為擊球手的他卻不能擊中棒球。直到比賽的最後一局，他奇蹟般地打出全壘打並被譽為獲勝的英雄。但在那天晚上，他被同樣的“天空碎片”擊中頭部 - 只是發現那不是真正天空，而是一種融入周圍環境的裝置。他打電話給他的朋友—-鴨比、肥温（runt of the litter）和泡泡魚（fish out of water）幫忙弄清楚這個設備是什麼。當泡泡魚按下六邊形碎片背面的按鈕時，它飛入天空，並成為隱形UFO偽裝的一部分。
雞丁等人趁外星人出來時闖入UFO拯救被捉走的泡泡魚，可是他們同時發現一幅太陽系各個星球被劃掉的圖片。於是雞丁再次設法敲響警鐘，警告所有人。外星人逃跑時，雞丁嘗試領着小鎮的人們追外星人的UFO，可惜失敗。人們亦因此不相信外星人入侵的故事，並認為這是橡果事件的重演，雞丁又被嘲笑了。可是在他垂頭喪氣地離開時，他發現這個橙色的外星人，便通知他的朋友們。沒多久，整個艦隊的外星艦艇降落在鎮上，開始大肆破壞一切。
在入侵過程中，雞丁了解到這次入侵是一個誤解，因為兩個外星人正在尋找他們失去的孩子，而且只是出於關切而遭到襲擊。於是，雞丁和他的父親和朋友們一起把小外星人送回父母身邊。得知這事後，外星人發現自己誤會了動物們，就把一切都恢復到正常;當外星人們離開時，他們注意到他們船上有一塊寬鬆的瓷磚，解釋了一開始的誤會。最後每個人都很感激雞丁為拯救這座城市所做的努力。而原本用作嘲笑雞丁的荷里活電影也因此改為英雄式電影。

## 配音員
| 配音              | 配音                                             | 配音 | 角色                                         |
| 美國              | 台灣                                             | 香港 | 角色                                         |
| ----------------- | ------------------------------------------------ | --- | -------------------------------------------- |
| 扎克·布拉夫       | 羅志祥                                           | 少爺占 | 雞丁（Chicken Little）                       |
| 瓊安·庫薩克       | 劉小芸                                           | 蔡卓妍 | 鴨比（Abigail "Abby" Mallard）               |
| 丹·莫林那         | 使用原音                                         | 使用原音 | 魚干（Fish Out of Water）                    |
| 史提夫·扎恩       | 李勇                                             | 谷德昭 | 乳豬（Runt of the Litter）                   |
| 蓋瑞·馬歇爾       | 佟紹宗                                           | 許紹雄 | 卡拉雞老爸（Buck "Ace" Cluck）               |
| 艾米·瑟达理斯     | 林芳雪                                           | 徐蕙賢 | 狐狸精（Foxy Loxy）                          |
| 马克·瓦尔顿       |                                                  | | 鵝（Goosey Loosey）                          |
| 唐·诺特斯         | 孫中台                                           | 高翰文 | 火雞（Turkey Lurkey）                        |
| 佛莱德·威拉特     | 姜先誠                                           | 林曉峰 | 馬文（Melvin）                               |
| 凯瑟琳·奥哈拉     | 陳季霞                                           | 彭杏英 | 蒂娜（Tina）                                 |
| 马克·丁戴尔       |                                                  | | 毛奇豪豬（Morkubine Porcupine）              |
| 帕特里克·斯图尔特 | 胡立成                                           | 梁天 | 咩咩羊老師（Mr. Woolensworth）               |
| 华力士·肖恩       | 胡立成                                           | 張可堅 | 費奇校長（Principal Fetchit）                |
| 派屈克·華博頓     | 劉安                                             | 龍天生 | 外星人警察（Alien Cop）                      |
| 亚当·韦斯特       | 康殿宏                                           | 高翰文 | 好萊塢雞丁（Ace - Hollywood Chicken Little） |
| 哈里·希勒         | 康殿宏                                           | 傅菁葦 | 棒球主播（Dog Announcer）                    |
|                   | 李直平 彭祥瑛 劉鵬傑 曾詩淳 蕭蔓萱 謝文德 謝孟汝 | 李力持 陳果 趙增熹 陳偉強 葉振聲 魏惠民 利耀堂 周恩恩 冼詠儀 蘇苑霞 余詠翠 郭美娜 梁偉強 張遠珍 黃偉年 韋景堯 李安琪 閻奕格 |                                              |

## 製作

### 開發
在1943年，迪士尼就拍過一個長只有8分鐘的同名動畫短片“Chicken Little”，就是關於一隻小雞！故事發生在一個住著許多禽鳥的農場，一隻狐狸想抓隻雞來大快朵頤，便想出一條毒計，故意讓農場裡一隻神經質的小雞誤以為天空要蹋下來，其實狐狸是要造成農場的慌亂，他才可以趁機偷雞摸狗…正好和《四眼天雞》的故事遙相呼應。
雞丁在電影初期的設定中本來是個女孩，後來當時在公司的羅伊E. 迪士尼先生和該影片製作群給當時迪士尼公司CEO邁克爾艾斯納先生看的時候艾斯納覺得雞丁是個男孩，這樣就改了。

## 評價
本片上映後獲得影評家的負評，爛番茄根據162條專業評論，獲得36%新鮮度，平均分數5.5/10，共識評價寫道：「與製作原創故事情節相比，迪士尼在動畫技術的演示上花費了更多的精力。」。Metacritic根據32條評論，獲得48分（滿分100），代表「褒貶不一。」。

## 票房
| 上一届： 《奪魂鋸2》 | 2005年全美週末票房冠軍 11月6日、11月13日 | 下一届： 《哈利波特－火盃的考驗》 |